# شهرستان کول (میزوری)
شهرستان کول، میزوری (به انگلیسی: Cole County, Missouri) یک سکونتگاه مسکونی در ایالات متحده آمریکا است که در میزوری واقع شده‌است.